# تپه آقابرار
تپه آقابرار مربوط به دوره اشکانیان است و در شهرستان گیلانغرب، بخش مرکزی، دهستان حومه، ۶۰۰ متری غرب روستا علیرضاوندی واقع شده و این اثر در تاریخ ۲۶ اسفند ۱۳۸۷ با شمارهٔ ثبت ۲۵۷۶۴ به‌عنوان یکی از آثار ملی ایران به ثبت رسیده است.